# ژوزه کارلوس
ژوزه کارلوس (پرتغالی: José Carlos؛ زادهٔ ۲۲ سپتامبر ۱۹۴۱) بازیکن و مربی فوتبال اهل پرتغال بود.
از باشگاه‌هایی که در آن بازی کرده‌است می‌توان به باشگاه ورزشی براگا و باشگاه فوتبال اسپورتینگ اشاره کرد.
وی همچنین در تیم ملی فوتبال پرتغال بازی کرده‌است.